# Squash It
Squash It is de zevenentwintigste aflevering van het vijfde seizoen van het tienerdrama Beverly Hills, 90210, die voor het eerst werd uitgezonden op 12 april 1995.

## Verhaal
Het loopt slecht met After Dark, nu willen ze iets nieuws proberen: thema avonden. Steve oppert het idee om een hiphop avond te organiseren, met David als “leider” omdat hij ervaring heeft met deze muziek. Valerie gaat akkoord en laat David een avond organiseren.
Ondertussen heeft Valerie last van een metalband die haar blijven bellen voor een optreden zoals zij beloofd had, maar zij wil dit niet meer. Als David de club binnenloopt om te oefenen ziet hij een jonge knul achter de draaitafels  staan, hij vraagt hem wat hij van plan is. Het blijkt Juwan te zijn, een neefje van Willy, en speelt zeer talentvol. Juwan heeft problemen gehad met de wet en zit in een proeftijd en onder toezicht van de reclassering. David wil dat Juwan meedoet met de hiphop avond en vraagt Willy voor toestemming, die hij na aarzeling geeft. Steve stapt uit de organisatie vanwege het verleden van Juwan. Valerie besluit ineens naar Portland te gaan om Ray over te halen terug te keren naar Los Angeles en geeft de leiding over aan David. Als de hiphop avond bezig is dan komen de bandleden van de metalband binnen en beginnen rotzooi te trappen. Juwan en zijn vrienden willen het gevecht aangaan maar David kan hen overhalen om dit niet te doen om zo problemen te vermijden. Het lukt Valerie om Ray terug te laten keren, met de belofte dat ze hem dan met rust zal laten.
Brandon krijgt het verzoek van hoofd Arnold om een jongen van 12 te escorteren, de jongen is geniaal en bezoekt nu universiteiten om te kijken waar hij heen gaat in de toekomst. Het loopt niet helemaal op rolletjes en de jongen drijft Brandon tot wanhoop.
Dylan gaat verder met zijn onderzoek naar hypnose. De dokter brengt hem nu in diepe hypnose en brengt hem naar zijn vorige levens. Dit schokt Dylan en wil zo snel mogelijk weer terug naar zijn verleden maar de dokter wil niets overhaasten en vraagt hem rustig aan te doen.

## Rolverdeling
- Jason Priestley - Brandon Walsh
- Jennie Garth - Kelly Taylor
- Ian Ziering - Steve Sanders
- Gabrielle Carteris - Andrea Zuckerman
- Luke Perry - Dylan McKay
- Brian Austin Green - David Silver
- Tori Spelling - Donna Martin
- Tiffani Thiessen - Valerie Malone
- Carol Potter - Cindy Walsh
- James Eckhouse - Jim Walsh
- Mark D. Espinoza - Jesse Vasquez
- Joe E. Tata - Nat Bussichio
- Kathleen Robertson - Clare Arnold
- Jamie Walters - Ray Pruit
- Wesley Allen Gullick - Willie de kok
- Jane Daly - Dr. Molly Campbell